# 愛媛県立今治東中等教育学校
愛媛県立今治東中等教育学校（えひめけんりつ いまばりひがしちゅうとうきょういくがっこう）は、愛媛県今治市桜井二丁目にある県立中等教育学校。

## 沿革
- 1983年4月 - 愛媛県立今治東高等学校が普通科高等学校として開校。
- 2003年4月 - 県立今治東中学校開校。
- 2006年4月 - 県立中等教育学校となる。
- 2022年4月 - 創立40周年を迎える。

## 著名な出身者
- 渡邉亮太 - サッカー選手（FC今治）
- 髙瀨太聖 - サッカー選手（FC今治）
- 長井響 - サッカー選手（ガイナーレ鳥取）
- 徳永千紘 - ハンドボール選手  (HC名古屋)

旧・今治東高等学校
- 菅和範 - 元サッカー選手（栃木SC）
- 野間博光 - ミュージシャン（ドラマー）（ANA）
- 大沢豪士 - 俳優･モデル